# Bundesjugendorchester

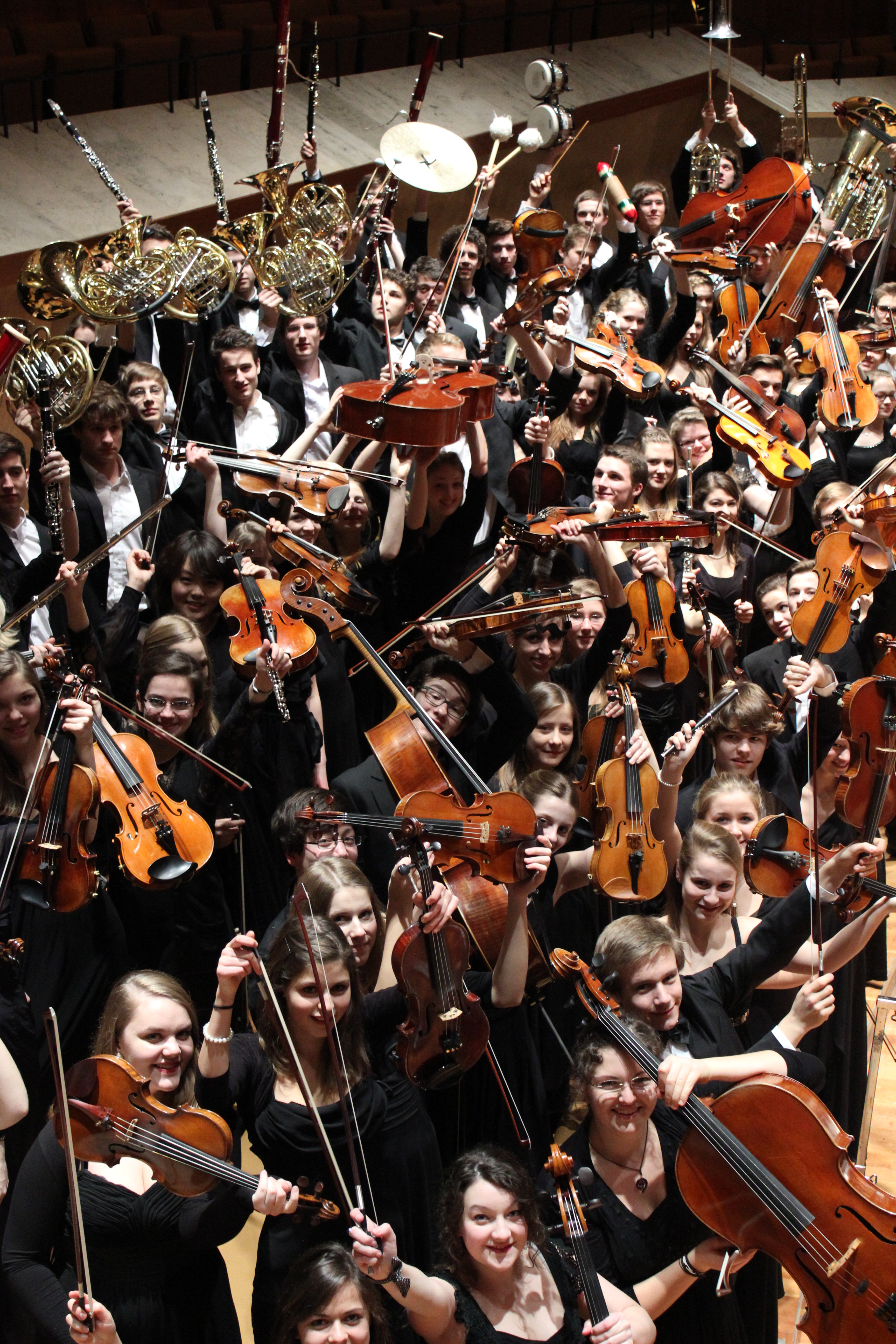
Bundesjugendorchester (2012)

Das Bundesjugendorchester (kurz BJO) ist das nationale Jugendorchester der Bundesrepublik Deutschland mit Sitz in Bonn. Es arbeitet als Sinfonieorchester Jugendlicher zwischen 14 und 19 Jahren und wird getragen von der Projektgesellschaft des Deutschen Musikrates.
Im Orchester spielen junge Nachwuchsmusiker aus Deutschland unter der Leitung namhafter Dirigenten wie Herbert von Karajan, Kurt Masur, Gerd Albrecht, Carl St. Clair, Steven Sloane, Eiji Ōue, Kirill Petrenko und Sir Simon Rattle. Die Musiker qualifizieren sich mit einem Probespiel vor einer Jury für die Mitgliedschaft. Während der Arbeitsphasen arbeitet das Orchester unter Anleitung von Dozenten, unter anderem der Berliner Philharmoniker, und dem jeweiligen Dirigenten. Auf dem Programm stehen klassische und romantische Orchestermusik, zeitgenössische Werke von Komponisten wie Hans Werner Henze oder Karl Amadeus Hartmann sowie Uraufführungen unter anderem von Peter Ruzicka und Bernd Franke.
Jährlich werden drei- bis vierwöchige Arbeitsphasen mit anschließender Konzerttournee durchgeführt. Dabei haben wechselnde Dirigenten die künstlerische Leitung inne. Hinzu kommen kurzzeitige Sonderprojekte.
Viele ehemalige Mitglieder spielen heute in Berufsorchestern oder sind bekannte Solisten geworden.
Am 13. Juni 2013 unterzeichneten die Berliner Philharmoniker und das Bundesjugendorchester eine Patenschaftsurkunde, womit eine weitreichende Förderung des Jugendorchesters ermöglicht wurde.

## Geschichte
Das Orchester wurde 1969 von Volker Wangenheim und Peter Koch (Musikpädagoge) im Deutschen Musikrat gegründet, um Nachwuchsmusiker und Preisträger des Wettbewerbes „Jugend musiziert“ zu fördern.
1970 wirkte das Orchester an der 1. Internationalen Jugendorchester Begegnung unter der Leitung von Herbert von Karajan mit und wurde durch die Herbert-von-Karajan-Medaille ausgezeichnet. 1972 fand eine Tournee in Rumänien auf Einladung des kommunistischen Jugendverbandes statt. Anlässlich der 150-Jahr-Feier der deutschen Einwanderung in Brasilien gab das Orchester 1972 dort elf Konzerte. 1976 tourte das Orchester im Rahmen der deutsch-israelischen Jugendbegegnung Spring in Jerusalem mit Liveübertragung im israelischen Fernsehen durch Israel. Der Südwestrundfunk drehte ein Jahr darauf eine Dokumentation über das Orchester, die in 40 Länder ausgestrahlt wurde. 1978 gab es im Rahmen der Children's Concerts 14 Konzerte in England unter anderem unter der Leitung von Carlo Maria Giulini. 1981 erhielt das Orchester den Deutschen Musikpreis (nachfolgende Preisträger sind unter anderem Peter Maffay, Udo Jürgens und Die Prinzen). 1984 engagierte sich die Daimler-Benz AG finanziell und wurde einer der Hauptsponsoren des Bundesjugendorchesters. Richard von Weizsäcker lud 1985 das Orchester zu einem Empfang nach einem Konzert zur Eröffnung des Europäischen Jahres der Musik in der Beethovenhalle.
Es folgte eine Konzerttournee auf Einladung des spanischen Kultusministerium durch Spanien und 1986 eine weitere Tournee unter der Leitung von Gary Bertini durch Israel. Dabei fand das Abschlusskonzert in der Henry Crown Symphony Hall in Jerusalem im Beisein des israelischen Staatspräsidenten Chaim Herzog statt.

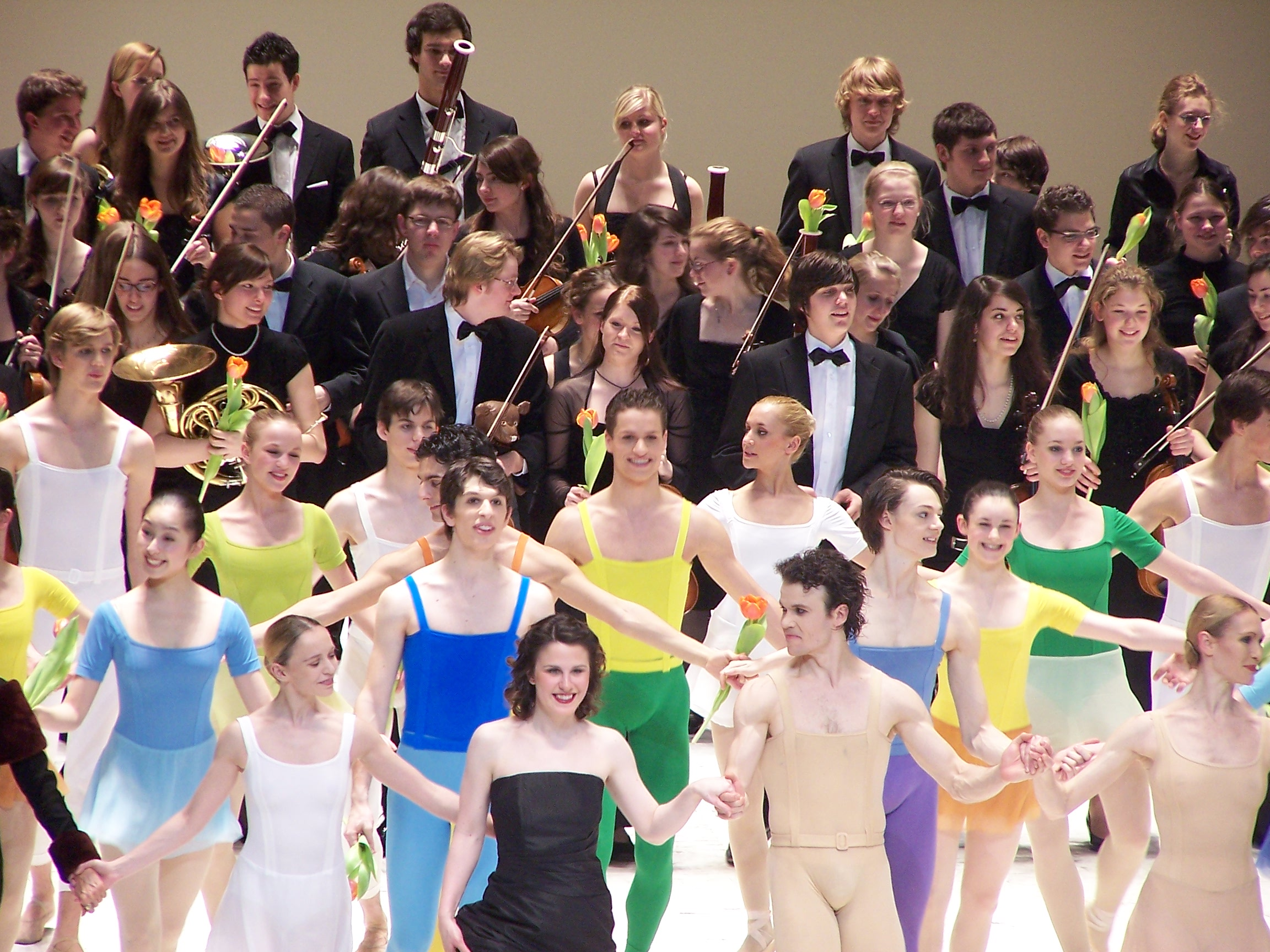
Bundesjugendballett und Bundesjugendorchester (2008)

1987 leitete erstmals Gerd Albrecht das Orchester zum Anlass der 750-Jahr-Feier der Stadt Berlin mit Liveübertragung. Im selben Jahr machte das Orchester im Rahmen des Kulturabkommens BRD/DDR eine Konzertreise durch die DDR. 1989 gab es im Auftrag der Bundesregierung zum Anlass „40 Jahre Bundesrepublik“ eine Deutschlandtournee. Ein Jahr darauf gab das Orchester zwei Konzerte in Moskau im Rahmen des „Festivals mit neuer deutscher Musik in der Sowjetunion“. Für das ZDF nahm das Orchester 1992 die Europahymne (Freude schöner Götterfunken) auf, die täglich zum Sendeschluss ausgestrahlt wurde. 1995 hat das Orchester Konzerte in Zusammenarbeit mit der IPPNW zum 50. Jahrestag des Abwurfes der Atombombe auf Hiroshima und Nagasaki gegeben. Unter der Leitung von Gerd Albrecht wurde 1997 die Missa da Requiem von Giuseppe Verdi im ehemaligen Konzentrationslager Theresienstadt aufgeführt. Ein Jahr darauf reiste das Orchester nach Amerika und gab unter dem Motto Thank you Amerika. 50 Jahre Luftbrücke Konzerte unter der Leitung von Kurt Masur in Washington D.C., New York und Boston.
Im Jahr 2000 gab es eine Tournee mit dem Namen Poland and Germany Together in the Heart of Europe unter der Schirmherrschaft von Aleksander Kwaśniewski und Johannes Rau durch Polen und Deutschland. 2001 machte das Orchester die erste Konzertreise eines westlichen Orchesters durch das ehemalige Jugoslawien und gab Konzerte in Belgrad, Slavonski Brod und Zagreb. Im selben Jahr veranstaltete die Deutsche Stiftung Musikleben gemeinsam mit Atlantik-Brücke ein Benefizkonzert für die Opfer des 11. Septembers 2001. Ein Kooperationsprojekt mit dem Bundesjugendjazzorchester fand im Jahr 2003 statt. Auf dem Programm stand Night Creature von Duke Ellington, die Leitung hat Gunther Schuller.
Die 100. Arbeitsphase des Bundesjugendorchesters wurde unter der Leitung von Bernhard Klee durchgeführt. Der Westdeutsche Rundfunk drehte eine Dokumentation über diese Jubiläumsarbeitsphase. 2005 gab das Orchester im Auftrag des Goethe-Instituts und des Auswärtigen Amtes im Rahmen von „Deutschland in Japan 2005/06“ Konzerte u. a. in Anjyo, Hamamatsu und Tokio. 2006 fand eine Venezuela-Tournee statt. Im Jahr 2007 gab das Orchester anlässlich der deutschen EU-Ratspräsidentschaft unter der Leitung von Jac van Steen und Marc Piollet Konzerte in Großbritannien, Mittel- und Südosteuropa. Im Januar 2008 arbeitete das Orchester erstmals mit John Neumeier und seiner Theaterklasse und Tänzern des Hamburg Balletts zusammen. Nach 21 Jahren trat es im März desselben Jahres erstmals wieder in der Berliner Philharmonie auf. In diesem Rahmen dirigierte Sir Simon Rattle erstmals eine Probe des Orchesters. Im Januar 2009 folgten Konzerte u. a. im Wiener Musikverein und erneut in der Berliner Philharmonie. Ostern 2009 wurde unter der Leitung von Peter Hirsch eine CD mit Werken von Berg, Neuwirth und Schönberg eingespielt. 2009 gab es eine Tournee mit dem Bundesjazzorchester nach Südafrika mit Konzerten in Pretoria, Johannesburg, Bloemfontein, Port Elizabeth und Kapstadt. Im Herbst 2009 spielte das Orchester im Rahmen des Sonderprojekts "Nathan der Weise" die Filmmusik des libanesischen Komponisten Rabih Abou-Khalil zu dem gleichnamigen Stummfilm aus dem Jahre 1922 ein. Die Uraufführung fand im Münchener Gasteig statt, die Ursendung erfolgte am 31. Mai 2010 auf arte.

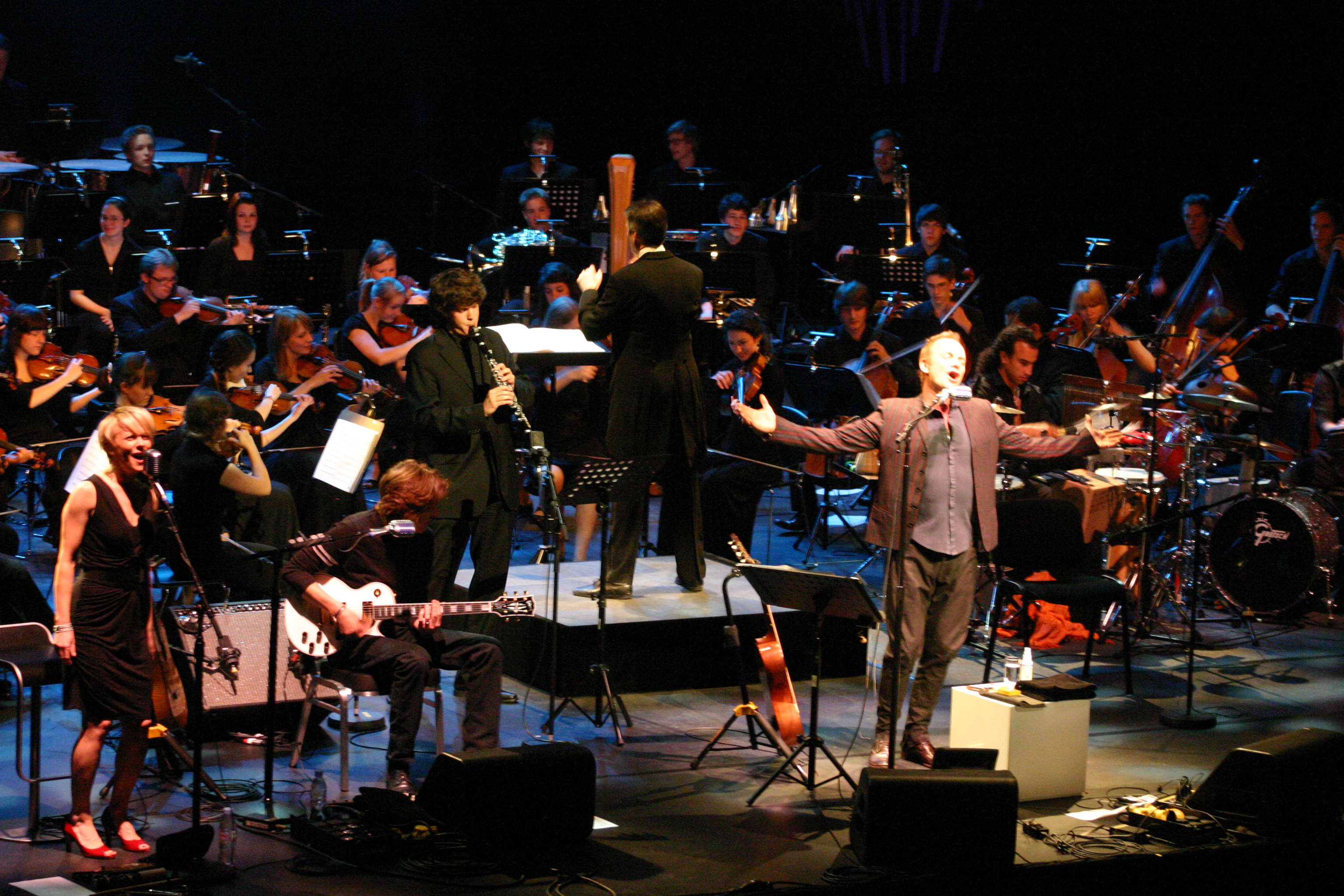
Sting und das Bundesjugendorchester (2010)

Ostern 2010 wurde unter dem Dirigat von Mario Venzago eine CD mit Werken von Janáček, Bach/Schönberg und Bartók aufgenommen, es folgten Konzerte in Köln, Donaueschingen und in der Berliner Philharmonie. Im Frühjahr 2010 wurden zwei Konzerte mit dem Rockmusiker Sting gegeben. Im Sommer 2011 reiste das Orchester nach Venezuela und Ecuador, bevor im Herbst 2011 Sir Simon Rattle ein Konzert des Orchesters in der Berliner Philharmonie dirigierte.
Im Jahr 2012 gab das Orchester unter der Leitung von Markus Stenz, Sebastian Weigle und Mario Venzago unter anderem Konzerte in Köln, Hamburg, Stuttgart, Ulm, Weimar, Berlin, Krakau (Polen) und in China (Shanghai, Peking, Zhengzhou und Macao). Begleitet wurden die Musiker 2012 von den Solisten Christian Tetzlaff (Violine) und Nicolas Altstaedt – beide ehemalige Mitglieder.
2013 dirigierte erneut Sir Simon Rattle bei den Osterfestspielen in Baden-Baden ein gemeinsames Konzert mit den Berliner Philharmonikern. 2014 erneuerte das Orchester seine Zusammenarbeit mit John Neumeier und gastierte gemeinsam mit dem Bundesjugendballett in Baden-Baden, Essen, Köln, Hamburg und Berlin. Im Sommer desselben Jahres führte eine Gastspielreise mit Markus Stenz nach Tunesien, bevor sie im September beim Bürgerfest von Bundespräsident Joachim Gauck in Schloss Bellevue spielten. 2015 konzertierte das Orchester unter Leitung von Karl-Heinz Steffens gemeinsam mit dem Solisten Christian Tetzlaff (Violine) in Baden-Baden und Berlin sowie als „Kulturbotschafter“ in Lettland, Litauen und Estland; Solist im Baltikum war der Violinist Tobias Feldmann. Im Sommer 2015 ging das Orchester auf China-Tournee, dirigiert von Patrick Lange mit dem Pianisten Herbert Schuch. Im Januar 2018 unternahm das Orchester unter der Leitung von Hermann Bäumer eine Fahrt nach Indien.

## Förderer
Gefördert wird das Orchester durch das Bundesministerium für Familie, Senioren, Frauen und Jugend sowie den Westdeutschen Rundfunk, die Daimler AG, die Stadt Bonn und die Deutschen Orchestervereinigung (DOV). Darüber hinaus wird das Bundesjugendorchester durch Spendengelder unterstützt. Ehemalige Mitglieder des Bundesjugendorchesters gründeten 2011 die Stiftung Bundesjugendorchester mit dem Ziel, Sonderprojekte und Musikinstrumente zu finanzieren.

## Auszeichnungen
- 1970 wirkte das Orchester an der 1. Internationalen Jugendorchester Begegnung unter der Leitung von Herbert von Karajan mit. Dem Orchester wurde die Herbert-von-Karajan-Medaille verliehen.[2]
- 2006 wurde das Orchester im Rahmen von „Deutschland – Land der Ideen“ als „ausgewählter Ort“ ausgezeichnet.[3]
- 2008 vergab der Deutsche Musikverleger-Verband (DMV) den Deutschen Musikpreis an das Bundesjugendorchester.
- 2011 erhielt das Bundesjugendorchester den Würth-Preis der Jeunesses Musicales Deutschland.[4]

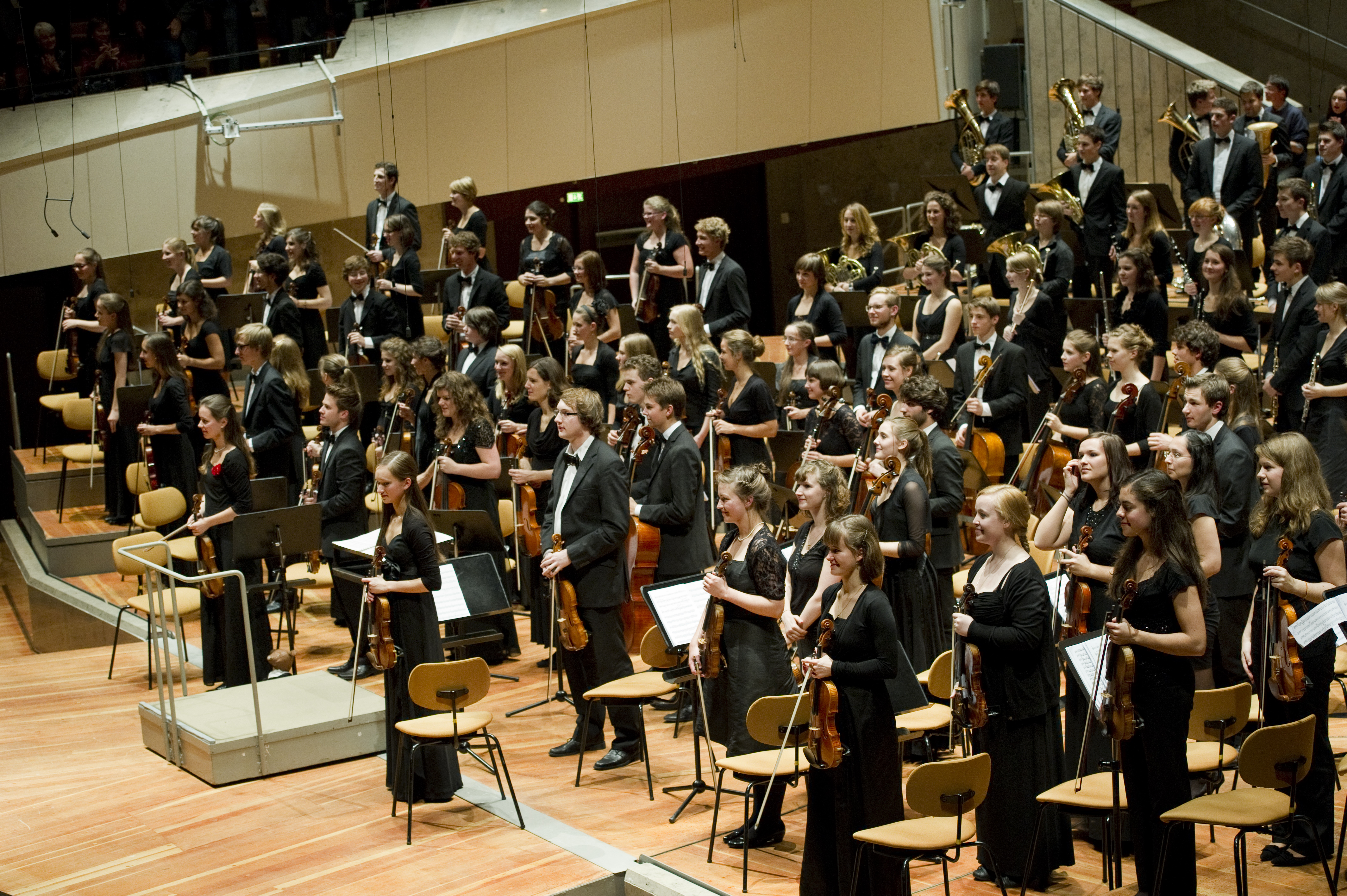
Das Bundesjugendorchester bei einem Konzert in der Berliner Philharmonie (2011)

## Diskographie
Im Laufe der Jahre hat das Orchester viele CDs eingespielt, es sind jedoch nicht mehr alle Produktionen lieferbar. Die folgende Liste erhebt keinen Anspruch auf Vollständigkeit:
- Anton Bruckner: Sinfonie Nr. 8, zweite Fassung von 1890; Leitung: Hermann Bäumer; Eigenproduktion
- Leoš Janáček: Sinfonietta; Béla Bartók: Der wunderbare Mandarin op. 19; Richard Strauss: Till Eulenspiegels lustige Streiche nach alter Schelmenweise; Leitung: Mario Venzago; Eigenproduktion
- Johannes Brahms: Klavierquartett g-Moll, op. 25 (gesetzt für Orchester von A. Schönberg); Alban Berg: Drei Stücke für Orchester, op. 6; Leitung: Peter Hirsch; Eigenproduktion
- Johannes Brahms: Sinfonie Nr. 3, op. 90, F-Dur; Hans-Jürgen von Bose: Variationen für Orchester oder: In Erwartung der Wut über das Wiederfinden verlorener kleiner und großer Münzen; Leitung: Michael Boder; Eigenproduktion
- Boris Blacher: Orchestervariationen über ein Thema von Niccolò Paganini; Richard Wagner: Auszüge aus der Götterdämmerung; Leitung: Marc Piollet; Eigenproduktion
- Franz Schubert: Musik zu Rosamunde D797; Ludwig van Beethoven: 3. Sinfonie in Es-Dur, op. 55, Eroica; Leitung: Bernhard Klee; Eigenproduktion
- Mark-Anthony Turnage: On Opened Ground; John Adams: Harmonielehre; Leitung: Steven Sloane; Solistin: Tabea Zimmermann (Viola); Eigenproduktion
- James MacMillan: Britannia; Benjamin Britten: Four Sea Interludes and Passacaglia from Peter Grimes, op. 33; Antonín Dvořák: Sinfonie Nr. 8 Englische, op. 88, G-Dur; Leitung: Howard Griffiths; Eigenproduktion
- Wolfgang Amadeus Mozart: Symphonie D-Dur, KV 504 »Prager«; Richard Strauss: »Also sprach Zarathustra« Tondichtung frei nach Friedrich Nietzsche op. 30; Leitung: Bernhard Klee; 2004 AMP 5121-2
- Bernd Franke: Chagall-Musik für Orchester (Kölner Fassung 2002); Dmitri Schostakowitsch: Sinfonie Nr. 1 op. 10; Leitung: Andrey Boreyko; 2003 AMP 5116-2
- Magnus Lindberg: Kinetics; Witold Lutosławski: Konzert für Violoncello und Orchester; Pjotr Tschaikowsky: Sinfonie Nr. 4 f-Moll op. 36; Gustav Rivinius; Leitung: Ari Rasilainen; 2001 AMP 5112-2
- Robert Schumann: Sinfonie Nr. 4 d-Moll op. 120; Alban Berg: 3 Orchesterstücke op. 6; Richard Strauss: »Till Eulenspiegels lustige Streiche« nach alter Schelmenweise – in Rondeauform – für großes Orchester; Leitung: Mario Venzago; 2000 AMP 5102-2
- Paul Hindemith: Konzertmusik für Streichorchester und Blechbläser op. 50 »Bostoner Sinfonie«; Dmitrij Schostakowitsch: Sinfonie Nr. 15 A-Dur op. 141; Leitung: Jörg-Peter Weigle; 1999 AMP 5074-2
- Olivier Messiaen: Les offrandes oubliées, Concert à quatre; Charles Koechlin: Les Bandar-log op. 176; Maurice Ravel: Boléro; Peter Aitken, Louise Pellerin, Thomas Demenga, Ueli Wiget; Leitung: Heinz Holliger; 1997 AMP 5082-2
- Franz Schubert: Musik zum Schauspiel »Rosamunde«; Anton Webern: Sechs Stücke für Orchester, op. 6; Ludwig van Beethoven: Sinfonie Nr. 3, Es-Dur, op. 55 »Eroica«; Leitung: Bernhard Klee; 1998 AMP 5088-2
- Giuseppe Verdi: Messa da Requiem; In Memoriam Terezín/Theresienstadt, Live-Mitschnitt; Leitung: Gerd Albrecht; 1997 AMP 5083-2
- Wolfgang Amadeus Mozart: Requiem KV 626; Luigi Nono: Canti di vita e d’amore – Sul Ponte di Hiroshima; Live-Mitschnitt; Claudia Barainsky, Cornelia Kallisch, Thomas Randle, Martin Snell; Akademischer Chor Riga, Carl von Ossietzky Chor Berlin; Leitung: Bernhard Klee; 1995 AMP 5059-2
- Richard Strauss: Tod und Verklärung; Gustav Mahler: Sinfonie Nr. 1, D-Dur; Leitung: Christof Prick; 1994 AMP 5024-2
- Ludwig van Beethoven: Sinfonie Nr. 4, B-Dur, op. 60; Hans Zender: »Dialog mit Haydn«; Claude Debussy: Ibéria; Leitung: Hans Zender; 1993 AMP 5013-2
- Dmitri Schostakowitsch: Sinfonie Nr. 4, c-Moll, op. 43; Leitung: Rudolf Barschai; 1993 AMP 5011-2
- Robert Schumann: Symphonie Nr. 3, Es-Dur, op. 97 »Rheinische«; Maurice Ravel: »Rapsodie espagnole«, »Alborada del gracioso«; Richard Strauss: Tanz der sieben Schleier aus »Salome«; Leitung: Christof Prick; 1992 AMP 5014-2
- Franz Schreker: Vorspiel zu »Die Gezeichneten«; Rudi Stephan: Musik für sieben Saiteninstrumente; Antonín Dvořák: Sinfonie Nr. 8, G-Dur, op. 88 »Die Englische«; Live-Mitschnitt; Leitung: Gerd Albrecht; 1991 AMP 5003-2
- Ludwig van Beethoven: Sinfonie Nr. 6, F-Dur, op. 68 »Pastorale«; Reinhard Febel: »Jardin«; Cristóbal Halffter: »Tiento del primer tono y Batalla imperial«; Leitung: Cristóbal Halffter; 1989 AMP 5012-2
- Felix Mendelssohn Bartholdy: Konzert für Violine und Orchester e-Moll, op. 64; Antonín Dvořák: Sinfonie Nr. 9, e-Moll, op. 95 »Aus der Neuen Welt«; Elisabeth Glass, Violine; Leitung: Christof Prick; 1988 AMP 5015-2
- Felix Mendelssohn Bartholdy: Sinfonie Nr. 4, A-Dur, »Italienische«; Igor Strawinsky: »Le sacre du printemps«; Leitung: Matthias Bamert; 1988 AMP 5004-2